# Cappella Corpus Christi
Cappella Corpus Christi är ett kapell i Rom, helgat åt Jesu Kristi lekamen i eukaristin. Kapellet är beläget vid återvändsgatan Via Pomponia Grecina i Garbatella i quartiere Ostiense och tillhör församlingen San Francesco Saverio alla Garbatella.

## Beskrivning
År 1571 donerade adelsdamen Giovanna d'Aragona Colonna (1502–1575) sitt palats med trädgård åt kapucinnunnorna vid Santa Chiara al Quirinale. I palatset inrättade nunnorna sitt kloster. Efter Italiens enande exproprierades klosterkomplexet och kyrkan av den italienska staten och revs år 1888 för att ge plats åt Giardino Carlo Alberto. Nunnorna installerade sig då vid kyrkan Corpus Christi (nuvarande Santa Maria Regina dei Minori) vid Via Sardegna i Rione Ludovisi. Efter andra världskriget lät nunnorna uppföra ett nytt kloster i Garbatella med kapellet Corpus Christi.
Tegelfasaden är enkel med en liten portalbyggnad och ett runt fönster.

## Bilder
| - Giovanna d'Aragona Colonna. Målning attribuerad åt Rafael. |